# Divino Espírito Santo (Alterosa)
Divino Espírito Santo é um distrito do município brasileiro de Alterosa. Foi fundado em 1905, com o nome de "Cavacos", e elevado a categoria de distrito em 1962, quando então passou a ser denominado "Divino Espírito Santo". Está localizado no alto de um morro, a 840 m acima do nível do mar. Localiza-se a uma distância de 12 km da sede do município.